# Piros Arany
A Piros Arany 1967 óta a kecskeméti Univer által gyártott paprikakrém, felhasználását tekintve szendvicskrém és ételízesítő. 2016 óta hungarikum.

## Története
A „piros arany” elnevezés – elsősorban a Kalocsa-vidéki paprikatermesztő területeken, de másutt is – már korábban használatos volt magára a fűszerpaprikára, jóllehet, Szentes környékén a paradicsompaprika jelzőjeként ismerték. A szövetkezetesítés időszakában Bátyán Piros Arany néven alakult meg a termelőszövetkezet, Kalocsán pedig Piros Arany néven működött étterem és szálloda.
A kecskeméti Univer Általános Fogyasztási és Értékesítési Szövetkezet hetényegyházi konzervüzeme 1967-ben fejlesztette ki a receptet, és még ugyanabban az évben megkezdték a Piros Arany fantázianevű, kezdetben ötféle paprikából készített, 80 grammos, tubusos kiszerelésű paprikakrém gyártását. A sűrű, kenhető krémet egyfelől szendvicsek, hidegtálak készítéséhez ajánlották, de levesek, pörköltek és más melegkonyhai ételek ízesítésére is alkalmasnak bizonyult. A termék hamar népszerű lett, 1968-ban már 400 ezer, öt évvel később, 1973-ban pedig 6 millió tubussal került a hazai boltokba és vendéglátóhelyekre. Időközben a Piros Arany a Kiváló Áruk Fórumának emblémájára is jogosult lett. A kezdetekben kétféle ízesítésű paprikakrém került ki az üzemből: a cseresznyepaprika hozzáadásával csípős ízű (ma Piros Arany csípős) és a csípmentes változat (Piros Arany csemege), amelyek az 1970-es évek második felében a méregerős paprikakrémmel egészültek ki (ma már nem gyártott Piros Arany nagyon csípős).
2015 januárjában a Piros Arany – az ugyancsak Univer-termék Erős Pistával együtt – felvételt nyert a Magyar Értéktárba, 2016 júniusában pedig a Hungarikumok Gyűjteményébe.

## Összetevői
Nyers édesfűszer- és pritaminpaprika (87%), étkezési só, módosított keményítő, sűrítőanyag (xantángumi), étkezési sav (citromsav), tartósítószer (kálium-szorbát); a csípős változatban erős fűszerpaprika is van. 70, 160 és 240 grammos tubusos kiszerelésben, 150 grammos üveges, valamint 2500 és 5000 grammos vödrös kiszerelésben forgalmazzák.